# Dirty Water
 (février 2021).
Si vous disposez d'ouvrages ou d'articles de référence ou si vous connaissez des sites web de qualité traitant du thème abordé ici, merci de compléter l'article en donnant les références utiles à sa vérifiabilité et en les liant à la section « Notes et références ».
Albums de The Standells
The Standells in Person at P.J.'s
(1965) Why Pick on Me Sometimes Good Guys Don't Wear White
(1966)
Dirty Water est le deuxième album de The Standells.

## Le disque

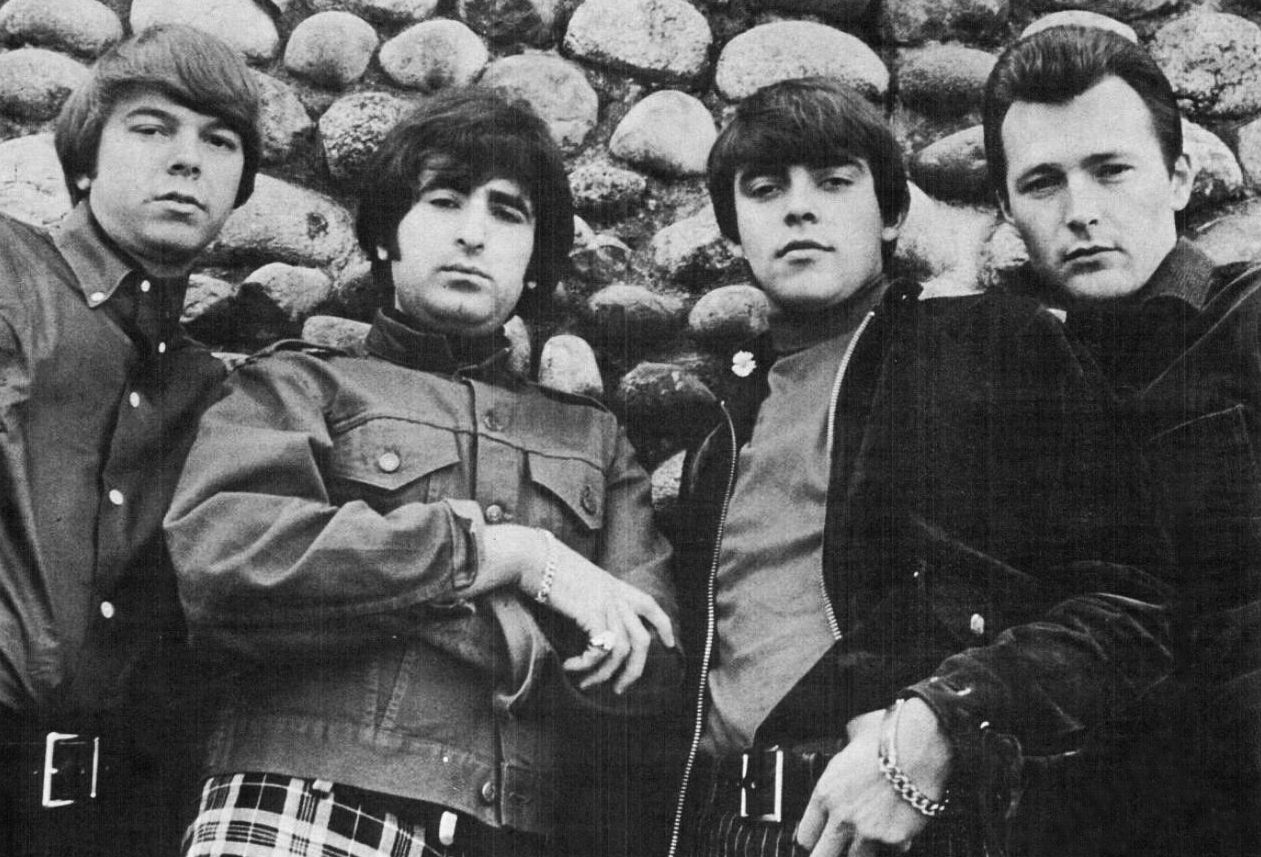
En 1966.

L'album porte le titre de la cinquième chanson.

## Titres
1. Medication (Minette Alton, Ben DiTosti) – 2:27
2. Little Sally Tease (Jim Valley) – 2:35
3. There's a Storm Coming (Ed Cobb) – 2:43
4. 19th Nervous Breakdown (Mick Jagger, Keith Richards) – 3:55
5. Dirty Water (Ed Cobb) – 2:48
6. Pride and Devotion (Larry Tamblyn) – 2:15
7. Sometimes Good Guys Don't Wear White (Ed Cobb) – 2:37
8. Hey Joe, Where You Gonna Go? (Chester Powers)* – 2:10
9. Why Did You Hurt Me? (Dick Dodd, Tony Valentino) – 2:30
10. Rari (Ed Cobb) – 3:18

## Musiciens
- Larry Tamblyn - Piano, voix
- Tony Valentino - guitare, harmonica
- Gary Lane - guitar basse
- Dick Dodd - Batterie, voix

## Production
- Capitol
- Ed Cobb